# 無制限潜水艦作戦
無制限潜水艦作戦（むせいげんせんすいかんさくせん）とは、戦争状態において、潜水艦が、敵国に関係すると思われる艦艇・船舶に対して目標を限定せず、無警告で攻撃する作戦である。

## 概要
潜水艦による本格的な艦船攻撃は、潜水艦が戦争に使われるようになった第一次世界大戦から始められたが、多くの場合、戦争に関係する軍艦を目標とするものであった。それに対し、攻撃範囲を広め、民需用や中立国船籍も含めた商船などについても攻撃目標とする、文字通り攻撃目標を無制限にするのがこの作戦である。同時に、乗船者避難の猶予を与える事前警告も省略するものである。海上封鎖の手段として用いられる。潜水艦にとっては目標艦船への攻撃可否の判断が容易になり、効率的な攻撃が可能になる。
戦時国際法上では、軍事目標主義の原則から、沿岸の小航海に用いる船舶や漁業船舶などへの攻撃も許されない建前とされていた。また、中立国船舶への攻撃も原則として禁じられ、戦時禁制品を運ぶ等の中立違反行為が確認された場合に拿捕などが許されるだけであった。そのため、無制限潜水艦作戦は戦時国際法違反の戦争犯罪であるとの見解もあり、無制限潜水艦作戦の指令が第二次世界大戦のニュルンベルク裁判での訴因のひとつにも挙げられていた。第一次世界大戦においてアメリカ合衆国が参戦した理由のひとつとして、ドイツによるこの作戦の影響があげられる。

## 第一次世界大戦

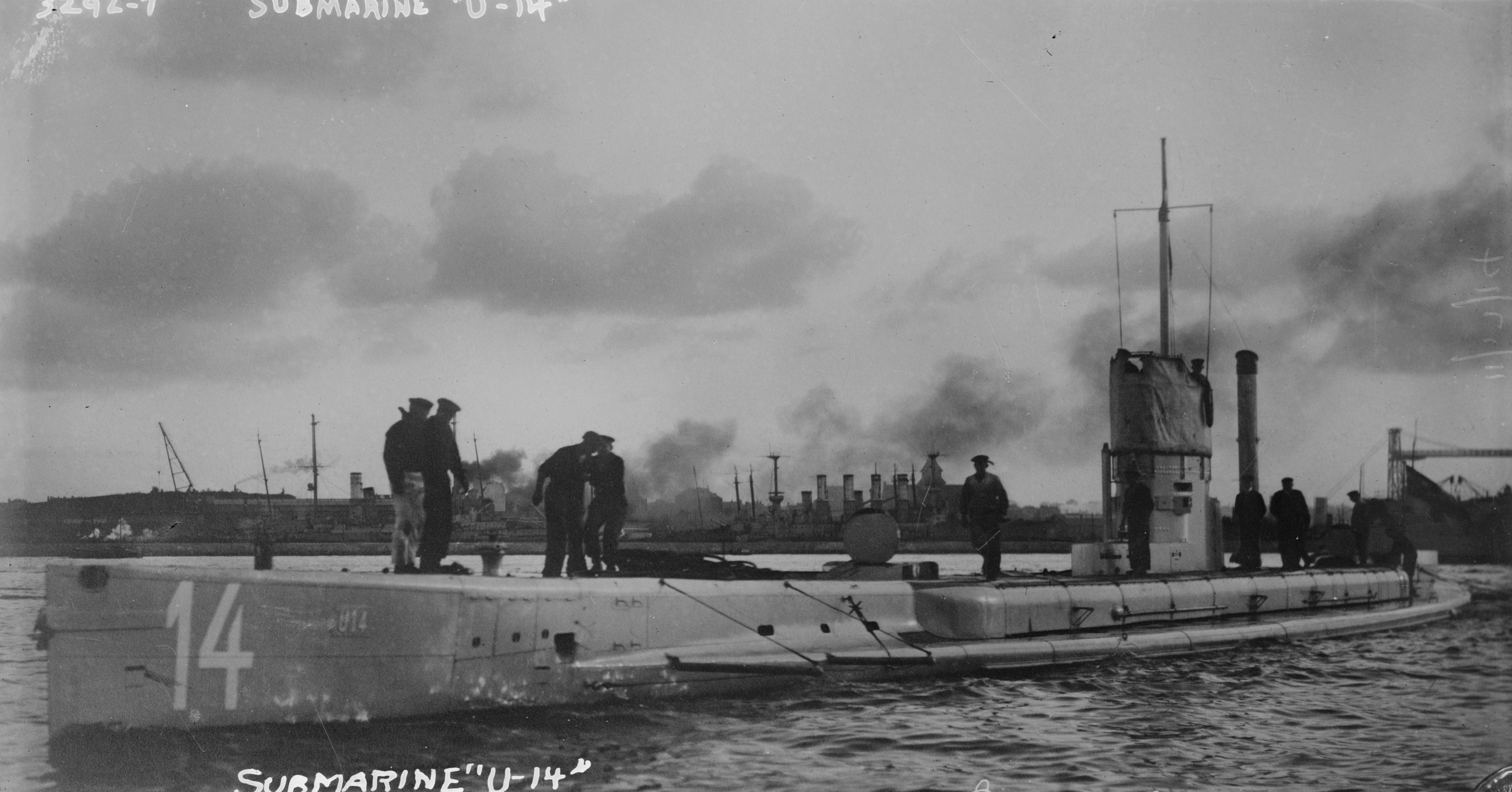
無制限潜水艦作戦を実施したドイツ海軍の潜水艦Uボート

ドイツ帝国による、連合国及び中立国の連合国向け艦船（客船を含む）への攻撃が有名である。ドイツは、1914年の開戦当初は、中立国船舶への攻撃を禁止し、攻撃前の事前警告を潜水艦に義務付けていた。ドイツ海軍が無制限潜水艦作戦を最初に実施したのは1915年2月で、イギリス海軍の北海機雷封鎖による事実上の無制限攻撃への不満や、制限による潜水艦の運用難などから、イギリスの海上封鎖と周辺海域での無警告攻撃を宣言した。もっとも、ルシタニア号事件などの発生から、わずか半年で中止された。
1916年3月と8月28日、順にポルトガルとイタリアがドイツへ宣戦した。戦争の長期化を見たドイツは、再び無制限潜水艦戦を決意した。1917年2月、ドイツは、イギリスとフランスの周辺及び地中海全域を対象にした、全船舶標的・無警告攻撃の完全な無制限潜水艦作戦の実施を宣言した。当時の皇帝ヴィルヘルム2世と宰相のテオバルト・フォン・ベートマン・ホルヴェークは「アメリカの参戦でドイツにとって不利になる」としてこの作戦に消極的であったが、エーリヒ・ルーデンドルフ少将ら軍部首脳陣はアメリカを過小評価していたこともあって、それらの慎重意見を押し切って無制限潜水艦作戦を実行に移した。この無制限潜水艦作戦の効果により、同年前半にはドイツ潜水艦部隊の戦果は最高潮に達した。しかし、同年後半には連合国側の対策の充実から、その戦果は急速に低下した。また、アメリカが連合国側で参戦する一因となった。
なお、日本も自国船舶がドイツに攻撃されることを危惧した（戦時船舶管理令）。

## 第二次世界大戦
第二次世界大戦では連合国側、枢軸国側ともに無制限潜水艦作戦を実施した（国際条約により保護されるべき船舶も含む）。ドイツ海軍およびイタリア海軍の連合国大西洋航路に対するもの（大西洋の戦いを参照）、アメリカ海軍による日本の南方航路に対するものが有名である。アメリカ海軍は、真珠湾攻撃が行われた直後から、文字通りの無制限潜水艦作戦の実行を指令した。バルト海でもドイツ、ソ連両海軍によって行なわれた。
日本海軍の潜水艦運用の思想は、主力艦以外で敵戦艦を減らし艦隊決戦で主力艦の数的優位に立つ漸減作戦の思想であり、アメリカ西海岸まで進出してアメリカ海軍の軍艦を叩く巡潜型と呼ばれる潜水艦を建造していた。第二次世界大戦への日本の参戦が始まると、1941年に巡潜乙型潜水艦9隻がアメリカ西海岸において通商破壊作戦を実施した。12月中旬ごろから翌年上旬までの間に、タンカーや貨物船を5隻撃沈さらに5隻大破させ、その総トン数は6万4669トンに上った（アメリカ本土攻撃）。さらにこれらの潜水艦に搭載されていた水上機によるアメリカ本土空襲や、アメリカ海軍基地やカナダ軍施設に対する砲撃も行った。その後は1943年後半まで南太平洋やインド洋でアメリカや英連邦の船舶に対する通商破壊戦が行われ、大戦末期には複数の航空機を搭載できる大型潜水艦「伊四百型潜水艦」によってパナマ運河を爆撃する作戦が計画された。
しかし、大艦巨砲主義と海上決戦思想の意識が強かった日本では、戦艦などの主力艦が主役であり、潜水艦は、航空機などと同様に艦隊決戦を補助するための存在としての認識が強く、上記のように緒戦で行われたものの通商破壊作戦は重視されなかった。
そして敵艦隊を捕捉するために水上速力を重視した日本潜水艦は（工業水準の低さによる各機構の工作精度の低さによる騒音･振動の多発ともあわせて）水中航行時における静粛性を欠き、英米対潜部隊の餌食となった。また、この誤った認識は敵の通商破壊作戦に対する対潜戦術・技術開発の軽視にもつながり、民間船舶どころか対潜戦術の主役である駆逐艦さえも、大戦末期においては連合国軍の潜水艦の攻撃の前には事実上無力となった。
日本海軍は敵艦船の予想進路に対して交差する一本の直線を描くように潜水艦を間隔を開けて広範囲に配置する散開線運用を多用したが、前線の実情に合わない散開線運用が潜水艦の損害を増加させる原因になった。アメリカ太平洋艦隊司令長官のチェスター・ニミッツ元帥は、日本海軍の潜水艦の運用方法について「古今東西の戦争史において、主要な兵器がその真の潜在威力を把握理解されずに使用されたという希有の例を求めるとすれば、それはまさに第二次大戦における日本潜水艦の場合であろう」と述べている。
第二次世界大戦末期にアメリカ海軍とイギリス海軍によって、日本本土および一部の占領地域でオーストラリアなど他の連合国の支援を受けて行われた無制限潜水艦作戦は大きな効果的を上げ、さらに制空権を失う中で戦闘機が護衛するB-24による哨戒攻撃、B-29による機雷敷設も並行して行われたことで日本は南方航路どころか一部区域では沿岸航路さえ確保できなくなった。英米潜水艦による海上輸送の途絶は日本の戦争遂行能力に大打撃を与え、日本降伏の一因となった。